# Aufidus quinquepunctatus
Aufidus quinquepunctatus är en insektsart som beskrevs av Victor Lallemand och Synave 1953. Aufidus quinquepunctatus ingår i släktet Aufidus och familjen spottstritar. Inga underarter finns listade i Catalogue of Life.